# Jüttner Csaba
Jüttner Csaba (Vásárosnamény, 1958. április 20. – Vásárosnamény, 2022. augusztus 9.) magyar politikus, országgyűlési képviselő, helyi önkormányzati vezető.

## Életpályája
1958-ban született Vásárosnaményban. Középiskolai tanulmányait helyben végezte. 1981-ben az Orvos Továbbképző Intézet Egészségügyi Főiskolai Karán (ma: Semmelweis Egyetem Egészségtudományi Kar) szerzett diplomát. 1981-től saját alapítású faipari vállalkozását vezette 1994-ig.
1994-től 1998-ig a Szabolcs-Szatmár-Bereg Megyei Közgyűlés tanácsnokaként vezette a Gazdasági és Vagyon Bizottságot.
1998-2010 között Vásárosnamény polgármestere volt.
A 2004-es európai parlamenti választásokon a Szabad Demokraták Szövetségének listáján a kilencedik helyet foglalta el.
2004-2006 között országgyűlési képviselő, az SZDSZ frakcióvezető-helyettese és a Rendészeti bizottság tagja.
2005 körül az SZDSZ szabolcsi szervezetének elnökévé választották, majd újrázott a poszton – 2007–2009 között is e tisztséget töltötte be.

### A Jüttner-bizottság és a párton belüli vizsgálatok
Jüttner Csaba vezetésével párton belüli vizsgálat indult a küldöttgyűlési visszaélések ügyében, mert hamis jelenléti aláírások jelentek meg az SZDSZ 2007-es tisztújító küldöttgyűlésének jegyzőkönyvében. A vizsgálat megállapította, hogy a megyei küldöttek helytelen felkérést kaptak, valamint olyanok is szavaztak, akik fizikailag nem voltak jelen.

## Halála
2022. augusztus 9-én hunyt el, 65 éves korában – a térségben megtartották tiszteletét és „saját halottjaként” emlegették.

## Forrás
- Kollega Tarsoly István, Kara Anna. Révai új lexikona. Babits [1996]. ISBN 963-9015-17-2